# Sandra Gómez Torres
Sandra Gómez Torres (1970) es una deportista española que compitió en halterofilia.
Ganó dos medallas en el Campeonato Mundial de Halterofilia, plata en 1988 y bronce en 1987, y cuatro medallas en el Campeonato Europeo de Halterofilia entre los años 1988 y 1991.

## Palmarés internacional
| Campeonato Mundial | Campeonato Mundial              | Campeonato Mundial | Campeonato Mundial |
| Año                | Lugar                           | Medalla            | Categoría          |
| ------------------ | ------------------------------- | ------------------ | ------------------ |
| 1987               | Daytona Beach (Estados Unidos)  | Medalla de bronce  | 48 kg              |
| 1988               | Yakarta (Indonesia)             | Medalla de plata   | 52 kg              |
| Campeonato Europeo |                                 |                    |                    |
| Año                | Lugar                           | Medalla            | Categoría          |
| 1988               | San Marino (San Marino)         | Medalla de plata   | 52 kg              |
| 1989               | Mánchester (Reino Unido)        | Medalla de plata   | 56 kg              |
| 1990               | Santa Cruz de Tenerife (España) | Medalla de bronce  | 56 kg              |
| 1991               | Varna (Bulgaria)                | Medalla de bronce  | 56 kg              |